# Kraków Sidzina
Kraków Sidzina – przystanek kolejowy w Krakowie, w dzielnicy VIII Dębniki, w Siedzinie, w województwie małopolskim.

## Ruch pasażerski
| Rok  | Wymiana pasażerska na dobę |
| ---- | -------------------------- |
| 2017 | 20–49                      |
| 2022 | 150–199                    |